# Trigonopteryx celebesia
Trigonopteryx celebesia is een rechtvleugelig insect uit de familie Trigonopterygidae. De wetenschappelijke naam van deze soort is voor het eerst geldig gepubliceerd in 1931 door Willemse.